# 筆記型電腦
笔记本电脑是自带屏幕和字母数字键盘的小型便携式个人电脑（PC），重量通常在1至3（2.2至6.6磅）左右，屏幕尺寸大多在280至430（11至17英寸）之间。随着计算机技术的发展，筆記型電腦的体积越来越小，重量越来越轻，而性能却越发强大。為了要縮小體積，筆記型电脑通常需要有液晶显示器（液晶屏），部分機種還有觸控螢幕。除了鍵盤以外，笔记本电脑還裝有触摸板或觸控點作为定点设备，也可以用USB或Thunderbolt连接其它外部设备。
就现在来看，笔记本电脑从用途上一般可分为4種类型：商务型、性能型、多媒体型、特殊用途。商务型笔记本电脑（business notebook）的设计强调便携性优秀、电池续航时间长，功能上比较偏重于文字处理功能和信息安全，拥有较小较薄的显示屏和机身；性能型笔记本电脑（performance notebook或performance laptop）也称游戏型膝上电脑（gaming laptop），注重处理器主频和图像渲染能力，有大屏幕、高分辨率、内存大等特征，一些型号还拥有独立显卡来保障帧率，但价格、便携性、散热和电池续航等“适用”方面的评分往往都不出色；多媒体型笔记本电脑（multimedia notebook）也称全能型笔记本（all-round notebook）或通用型笔记本（general-use notebook），讲究多方面平衡的综合性能，有较出色的屏幕分辨率和扬声器音色，电池续航和散热能力也中规中矩，性价比也较高；而特殊用途笔记本电脑（speciality notebook）是服务于专业人士，可以在酷熱、严寒、低气压、沙尘、暴雨、战场甚至水下等恶劣环境下使用的机型，通常這種機型講求構造堅固、性能可靠。
截至2025年2月，2024年一季度全球筆記本電腦占有率最高的5位廠商（按市場佔有率降序排列）為三星電子、惠普、戴爾、蘋果、聯想。

## 历史

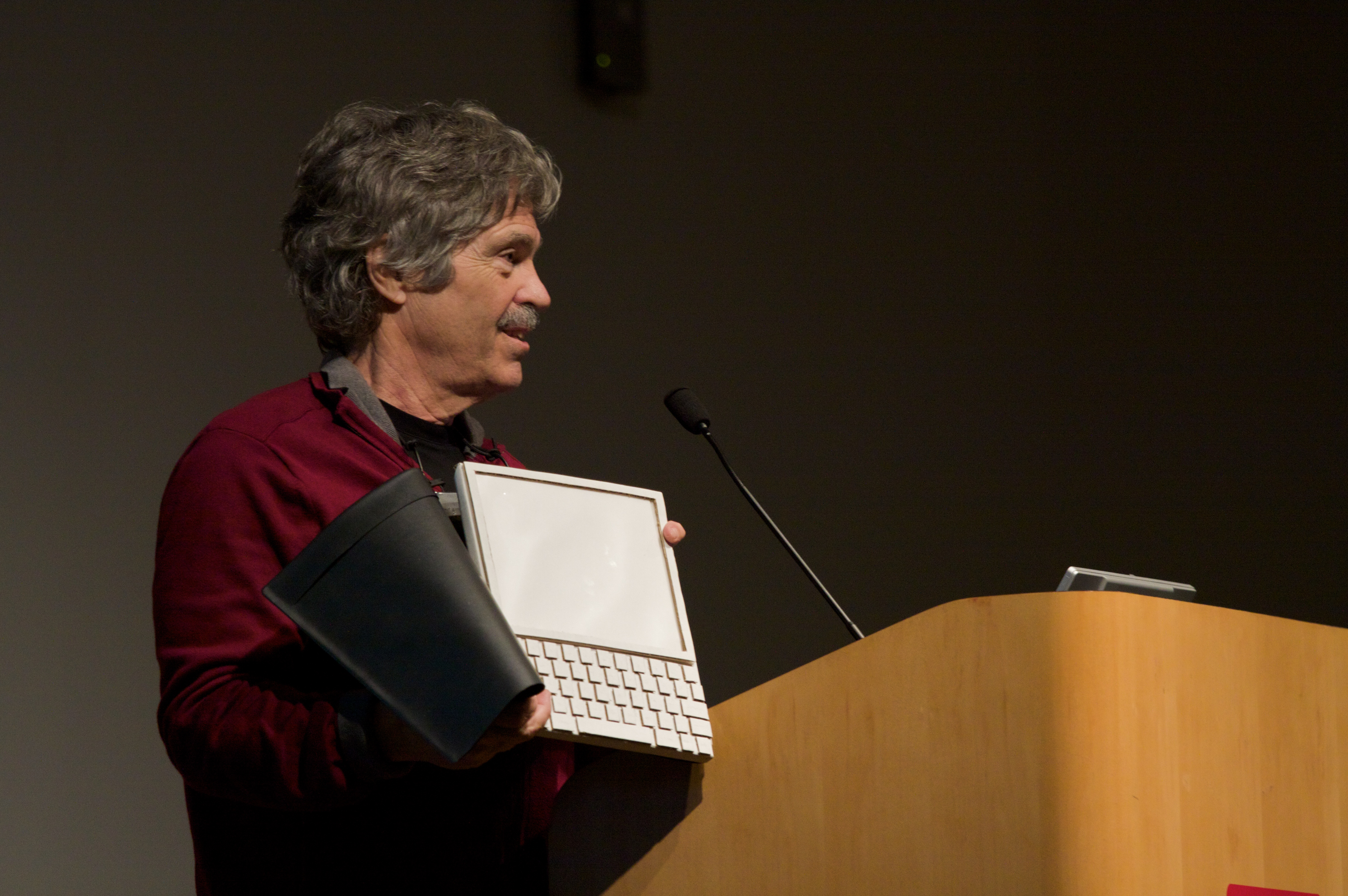
Alan Kay拿着他的Dynabook概念的模型（照片：2008年在加利福尼亚州山景城）

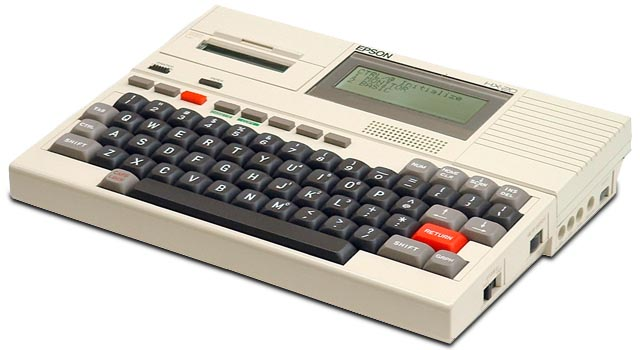
世界上第一台笔记本电脑：Epson HX-20，于1980年发明并于1981年发布

随着个人电脑（PC）在1971年变得可行，便携式个人电脑的想法亦随之而来。1968年，Alan Kay在Xerox PARC设想了一种“个人便携式信息操纵器”， 并在其1972年的论文中称其为“Dynabook”。. IBM于1973年对IBM特殊计算机便携式APL机器（SCAMP）进行了演示，该原型基于IBM PALM处理器。 1975年9月发布的IBM 5100是世界上第一台商用便携计算机，其基于SCAMP原型。
愛普生公司於1981年11月18日在拉斯維加斯的COMDEX展覽會上發布了一款採用液晶顯示器及帶有內置蓄電池的筆記本電腦HC-20，該筆記本在北美銷售型號為HX-20，由愛普生公司員工橫澤由紀夫於1980年7月設計出。HX-20是廣泛承認的世界上第一台真正的筆記本電腦，其重量僅有1.6公斤，而且內建可續航50小時的鎳鎘電池。同年4月3日美國Osborne計算機公司也推出了Osborne 1，不過該計算機使用CRT顯示器，沒有內置電池，其體積龐大，重達10.7公斤，不容易攜帶。第一台翻蓋型專業筆記本是1982年美國Grid Systems公司推出的GRiD Compass 1101，重量5公斤，但由於售價太高，只有一些政府單位、軍隊、以及太空總署的太空任務得以使用。東芝也遂在1985年11月推出了9英寸液晶單色顯示屏T1100筆記本電腦，T1100被認為是世界首台廣泛銷售於市場的筆記本電腦。

## 硬件

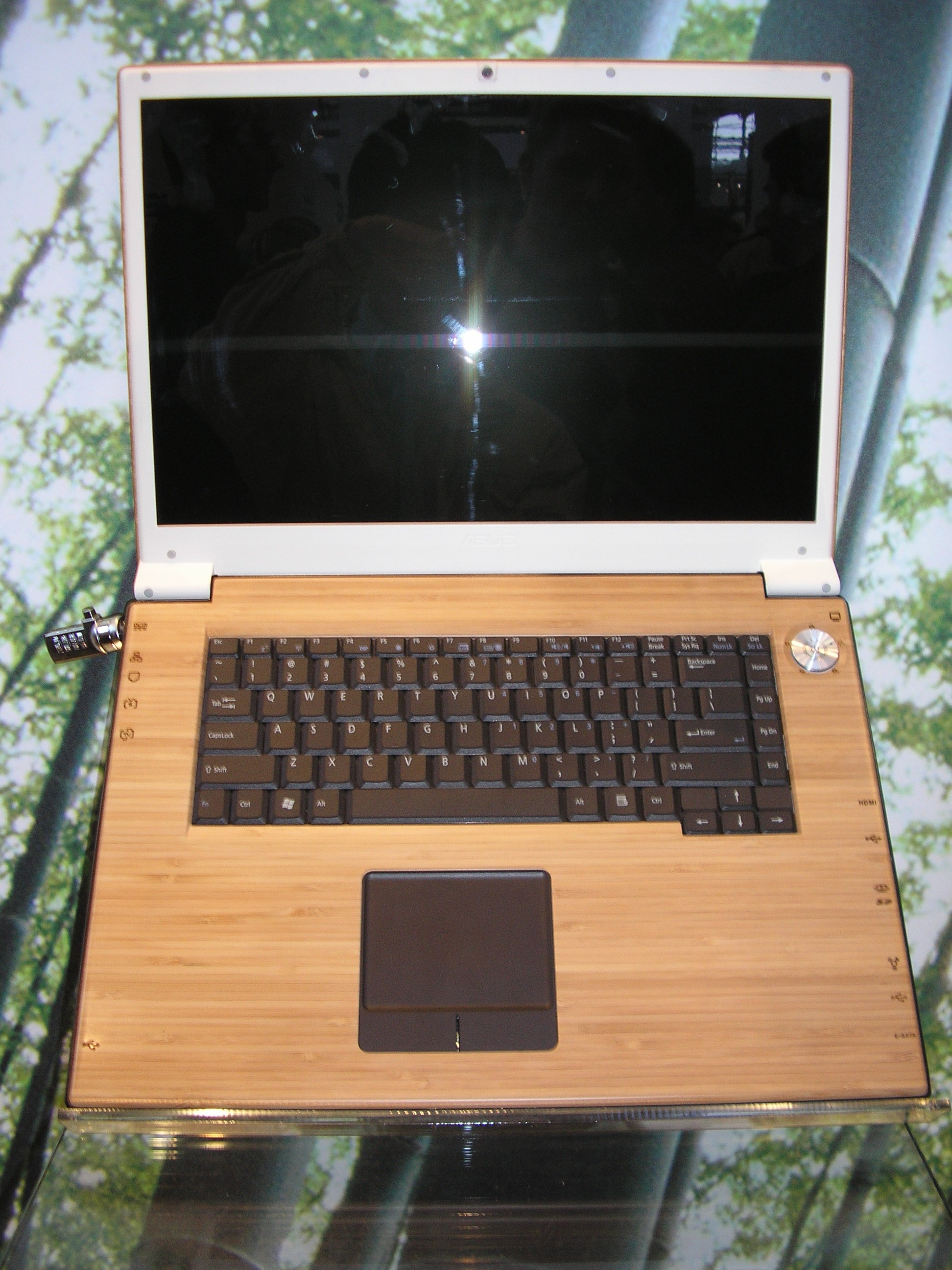
华硕的竹制外壳笔记本电脑，展于2008年CeBIT。

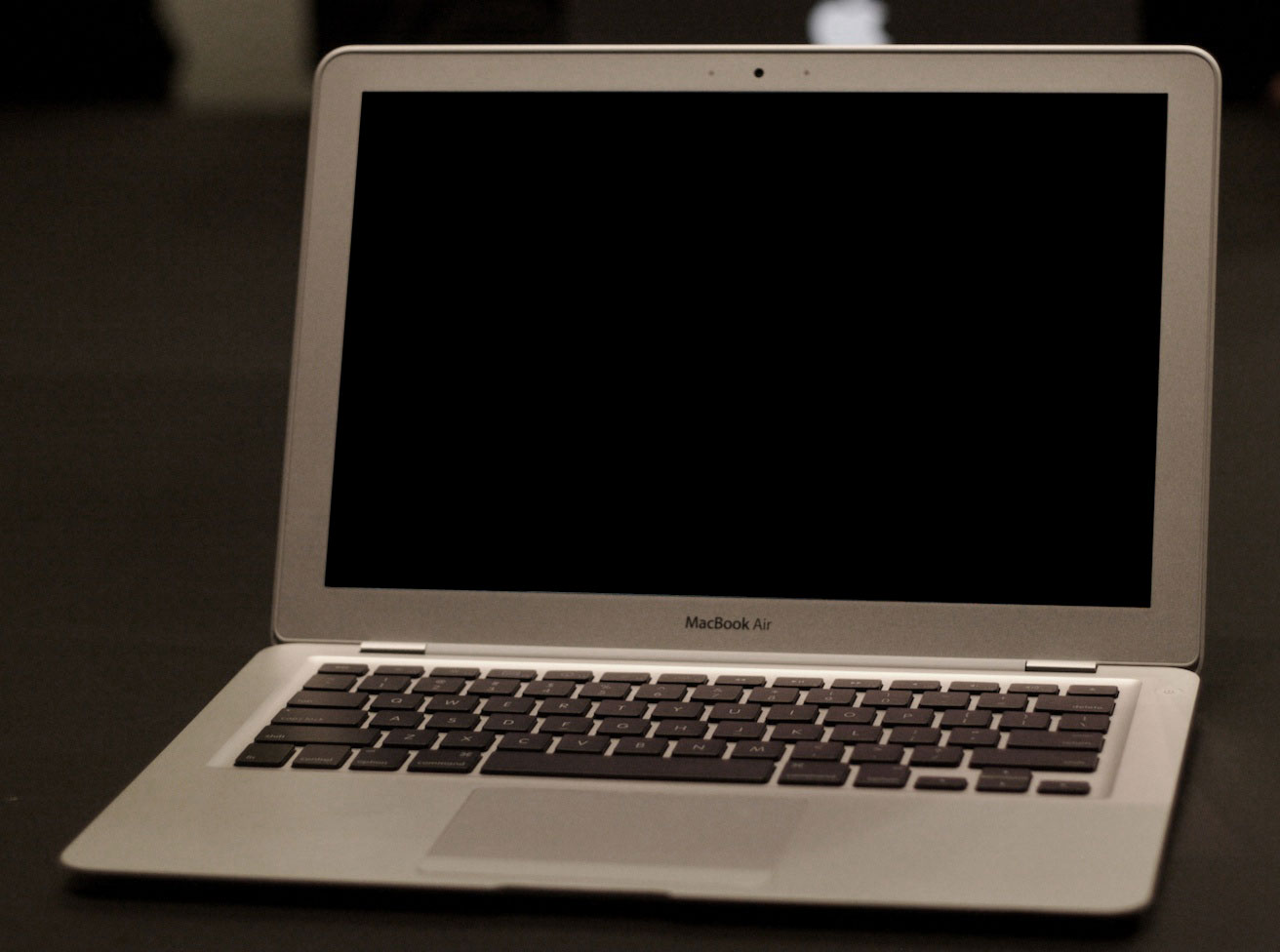
2008年發佈會上展出的苹果MacBook Air超薄電腦

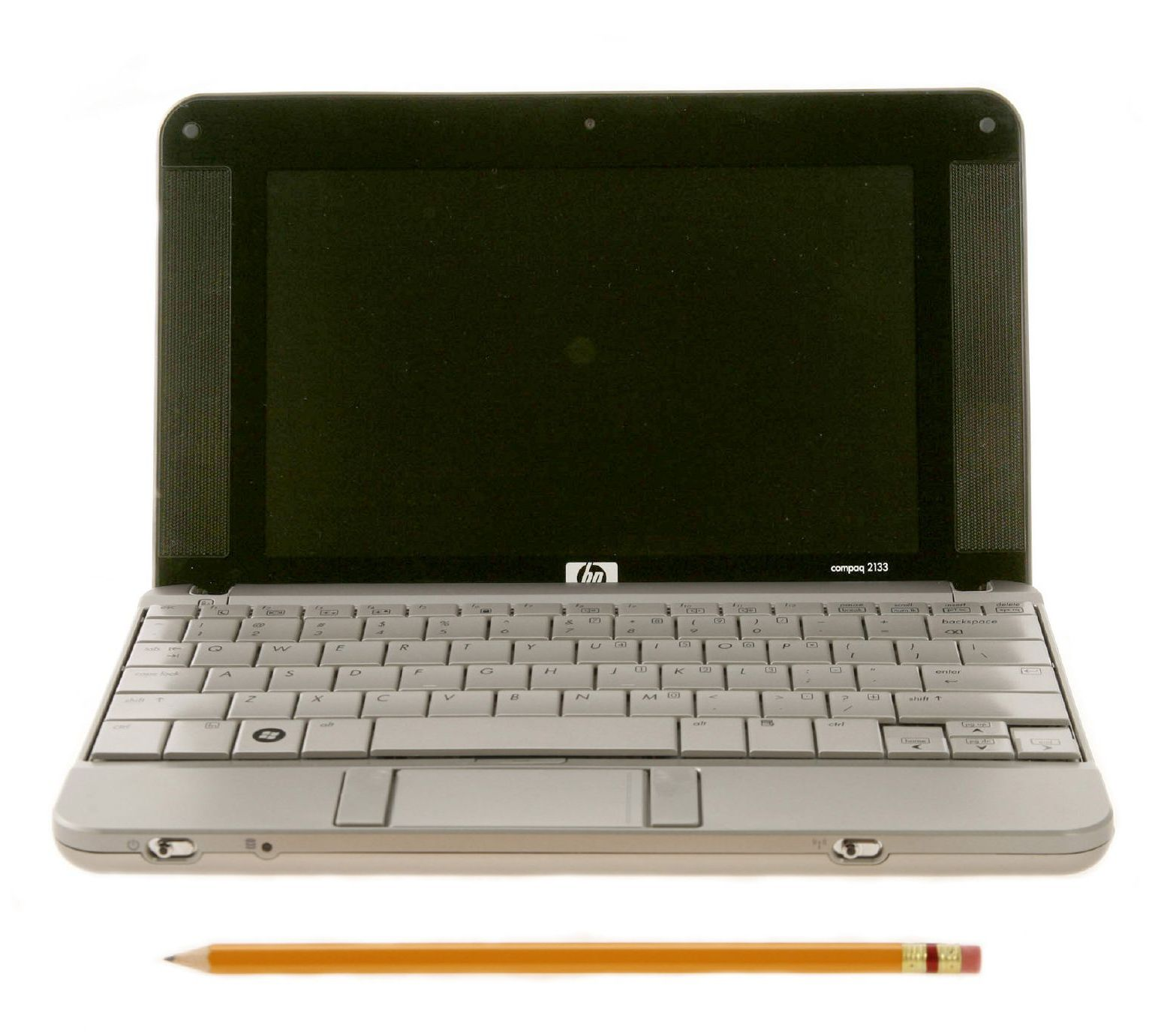
惠普Mini 2133上网本

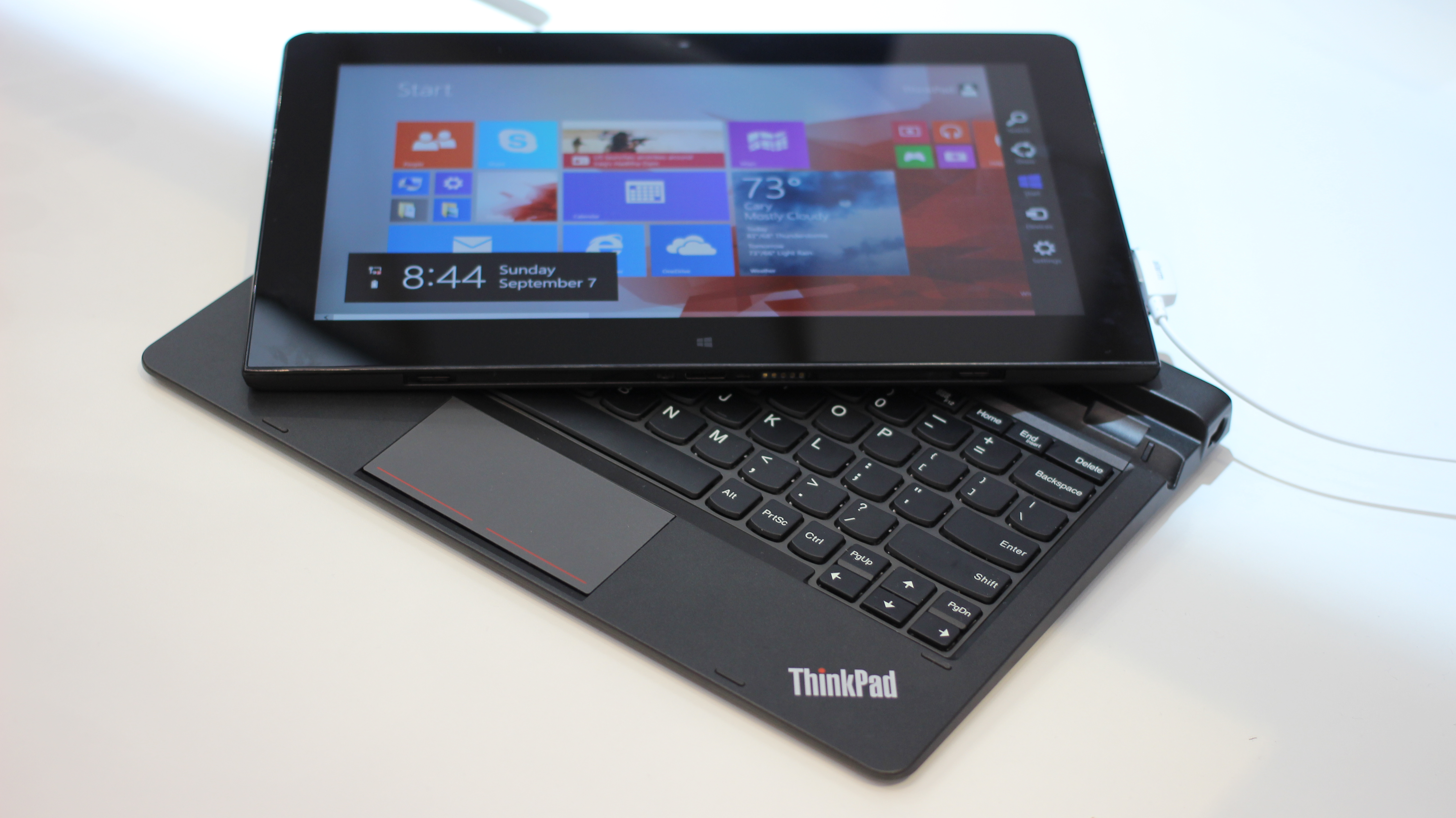
带有可拆卸屏幕的2014年联想ThinkPad Helix

- 机壳（enclosure）：机壳是笔记本电脑的主体，相当于桌上型電腦的机箱，除了美观外更起到对CPU、内存、存储器、电池组等内部硬件的保护作用。笔记本机壳的外形大致是厚度在25（1英寸）以下的扁长方体，较为流行的外壳材料有工程塑料、镁铝合金、碳纤维复合材料（碳纤维复合塑料），其中碳纤维复合材料的外壳兼有工程塑料的低密度高延展及镁铝合金的刚度与屏蔽性是较为优秀的外壳材料。一般硬件供应商所标示的外壳材料是指笔记本电脑的上表面材料，托手部分及底部一般习惯使用工程塑料。

- 显示板（display panel）：笔记本电脑的显示屏为平板显示器，通常与机壳尺寸相应并与机壳之间以合叶结构相连形成可以对折覆盖键盘的“顶盖”。笔记本显示器从诞生之初就开始使用液晶显示屏作为其标准输出设备，其分类大致有STN、薄膜電晶體液晶顯示器（TFT）等。现今民用级别的液晶屏，例如夏普公司的“超黑晶”、东芝公司的“低温多晶硅”和苹果公司的高分辨率“Retina显示屏”等，这几款都是薄膜電晶體液晶顯示器液晶屏。除了屏幕外液晶屏的发光设备也是非常的重要，质量较差的灯管会導致液晶屏呈色的色温偏差。目前市面上常見的筆電液晶營幕对角尺寸有14吋、15吋、16吋、17吋，但14吋以下螢幕的筆記型電腦沒有獨立數字鍵盤。

- 处理器（processor）：和个人电脑一样，处理器是笔记本电脑的核心设备[10]，但和桌上型電腦不同，笔记本电脑的处理器除了速度等性能指标外还要兼顾功耗。因為處理器本身功耗較高，所以笔记型电脑的整体散热系统的效能也不能忽视。大早期的笔记本电脑只有中央处理器（CPU），但现在大部分笔记本都有集成的图形处理器（integrated graphics processor）来分担图像处理工作，一些游戏级笔记本甚至会额外配有独立的显卡。

- 存储设备（storage）：因为笔记本电脑的机壳有空间限制，所以内存时常会之间集成在主板内。早期的笔记本使用2.5英寸的特制机械硬盘，但近年来已被固态硬盘（特别是M.2标准）完全取代。许多老式笔记本还会装有光驱、軟碟機和记忆卡插口。

- 电池组（battery pack）：笔记本电脑使用有电池管理系统的蓄电池（所谓的“智能电池”），能够在没有AC电力供应的情况下直接给内部硬件和显示屏供应DC电能，在有机会插入电源供电后再给电池充电备用。大部分笔记本电池可以在中等使用强度的情况下保障大约一小时的使用时间。

- 键盘（keyboard）：键盘是笔记本电脑上主要的输入设备，通常是87键的QWERTY键盘。一些较大的笔记本电脑也可能带有专门的数字键盘。

- 定点设备（pointing device）：笔记本电脑一般会在机身上搭载一套定点设备（相当于桌上型電腦的鼠标，也有搭载两套定位设备的型号），早期一般使用轨迹球作为定位设备，现在较为流行的是触控板与指点杆。由于Windows 8特别强化适用于触摸屏的平板电脑设计，所以一部分笔记本电脑开始增加触摸屏作为新的定位设备。除此之外，笔记本电脑也可以使用USB数据线、无线接收或蓝牙技术连接外部的鼠标和触控笔绘图板。

- 网络适配器（network adapter）：在拨号上网时代，笔记本电脑大多没有直接连接互联网的功能，只有部分笔记本可以用外接或內建的Ethernet网卡连接局域网或用调制解调器拨号上网。进入无线网络时代，笔记本电脑可以通过无线接入点或USB外置Wi-Fi接收器进入无线局域网，但近年来几乎所有的笔记本都会配有内置的无线网卡。

- 扬声器（speaker）：大部分现代笔记本电脑都有多媒体功能，包括产生音频。早期的笔记本只配有单个扬声器，但绝大多数现代笔记本都配有至少双声道的立体声扬声器。许多笔记本还会通过音频插孔、USB或蓝牙技术连接耳机或外部音箱。

- 摄像头（webcam）：早期笔记本电脑只有音频和视频输出功能，并没有输入的需求。在网络视频对话开始普及后，几乎所有笔记本电脑都在显示屏顶缘正中装有摄像头并配有话筒来方便外出旅行或出差时可以进行网络聊天、直播、视频会议或录制Vlog。

- 散热系统（cooling system）：笔记本电脑的散热系统由导热设备和散热设备组成，其基本原理是由导热设备（一般使用热管）将热量集中到散热设备（现在一般使用銅製或鋁製散热片及风扇，也有使用水冷散熱系统的筆記型電腦）散出。鮮为人知的散热设备还有键盘，在敲打時也可以散去热量。不過，由於筆記型電腦散熱系統空間較小，用久了容易積滿灰塵，導致散熱系統效能減退，風扇噪音增加，嚴重時更會令風扇停頓，導致處理器過熱。所以筆記型電腦散熱系統是要不時打理。

- 擴充裝置：在2010年代前期之前的筆記型電腦，通常內建擴充槽，可插入PCMCIA、CardBus、ExpressCard等介面的擴充卡擴展功能。一部份廠牌推出專屬介面的擴充塢。隨著USB的普及與高速化，筆記型電腦已鮮少內建擴充槽或擴充塢。

## 外部連結
- 早期的筆記型電腦東芝T1100 （页面存档备份，存于）
- 各廠牌筆記型電腦 （页面存档备份，存于）
- 电池和笔记本电脑配件 （页面存档备份，存于）